# Bandera de Sudáfrica

Bandera de la Armada

La bandera nacional de la República de Sudáfrica fue adoptado el 27 de abril de 1994, después del fin del apartheid, para reemplazar la anterior bandera nacional, que era vista por muchos como símbolo del antiguo régimen más que del país, además de la opinión general de que el cambio era necesario debido a sus obvias connotaciones racistas. 
Hubo un concurso público de diseños para la nueva bandera; sin embargo, ninguno de los diseños aportados mereció la aprobación de la comisión encargada del diseño de la nueva bandera. Al acercarse la toma de posesión de Nelson Mandela como nuevo mandatario, se adoptó temporalmente un diseño propuesto por Frederick G. Brownell que fue mostrado al público solo siete días antes del evento. La acogida fue tan buena que dicha bandera temporal fue oficialmente adoptada como bandera nacional en la Constitución de Sudáfrica. Dada la cantidad de problemas que ha tenido Sudáfrica en su historia, es extraordinario el consenso que se logró para establecer la nueva bandera nacional.
La bandera está formada por dos bandas horizontales de igual ancho en rojo (arriba) y azul separadas por una banda verde central que se divide en forma de Y horizontal. Los brazos de esta Y terminan en las esquinas del lado izquierdo. La Y rodea un triángulo isósceles negro, del cual la Y está separada por estrechas bandas amarillas. Las zonas rojas y azul están separadas de la banda verde y sus brazos por dos estrechas bandas blancas. La bandera de Sudáfrica es una de las tres banderas de seis colores en el mundo, junto con la de Sudán del Sur y Dominica.

## Significado de la bandera
Cuando la nueva bandera fue diseñada, se especificó claramente que los colores no tenían ningún significado o simbolismo. Sin embargo, en los últimos tiempos se ha establecido un consenso no oficial que ha dotado de un simbolismo aceptado para la bandera y sus colores. La Y simbolizaría la convergencia en una sola nación. El color rojo simbolizaría la sangre. El color azul simbolizaría el cielo, mientras que el verde simbolizaría la tierra de Sudáfrica. El negro representa a los ciudadanos sudafricanos negros y el blanco a los ciudadanos sudafricanos blancos. El amarillo sería por los recursos naturales de Sudáfrica, como el oro.
A pesar de la negación oficial del simbolismo, tres de los colores – negro, verde y amarillo – se pueden encontrar en la bandera del Congreso Nacional Africano. Los otros tres – rojo, blanco y azul – son usados en la bandera de los Países Bajos y en la bandera del Reino Unido. Estos colores también se encontraban en la antigua bandera de Sudáfrica, aunque con anaranjado en lugar de rojo. Así, la bandera puede ser interpretada como una muestra de unidad entre las dos tradiciones sudafricanas. El rojo, amarillo y verde son asimismo los colores panafricanos.

## Historia

Bandera de la República de Natal (1839-1843)

Bandera del Estado Libre de Orange (1854-1902)

Bandera de la Provincia de Transvaal (1910-1994)

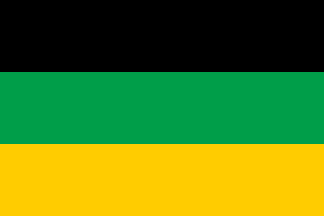
Bandera del Congreso Nacional Africano

Después de las guerras de los bóeres, sucedidas entre 1899 y 1902 y la formación de la Unión Sudafricana en 1910, la bandera del Reino Unido se convirtió en la bandera nacional de Sudáfrica. Como en todo el Imperio británico, la Enseña Roja y Azul con el escudo de armas fueron autorizadas por la marina británica en 1910 para su uso en el mar.
No estaba previsto que estas enseñas fueran utilizadas como bandera nacional de la Unión, aunque fueron empleadas por algunas personas, especialmente la Enseña Roja. Fue tras la llegada al poder del gobierno afrikáner de Barry Hertzog en 1925 cuando se dictó un decreto para generar propuestas para una bandera nacional de la Unión. Este acto incitó tres años cercanos a una guerra civil, ya que los británicos creían que los bóeres querían eliminar sus preciados símbolos imperiales.
Finalmente, a fines de 1927, se llegó al compromiso de adoptar una bandera independiente para la Unión, y el primer diseño fue izado el 31 de mayo de 1928. Se basaba en lo que luego se llamó Prinsenvlag ("bandera del Príncipe" en afrikáans) que fue originalmente la bandera holandesa y consistía en una banda horizontal naranja, una blanca y una azul. Una versión de esta bandera había sido usada por la Compañía Holandesa de las Indias Orientales (con el logo VOC en el centro) desde 1652 hasta 1795. El agregado sudafricano al diseño fueron tres banderas más pequeñas centradas en la banda blanca. Dichas banderas pequeñas eran la bandera del Reino Unido del lado del asta, la del Estado Libre de Orange colgando verticalmente y la de la provincia de Transvaal del lado del vuelo.
La elección de Prinsevlag como base para el diseño de la bandera sudafricana fue más por compromiso que por un deseo político del gobierno Afrikáner; se creía que ella había sido la primera bandera izada en suelo sudafricano, y además era políticamente neutral porque ya no era la bandera nacional de ninguna nación. Un elemento posterior de este compromiso fue que la bandera del Reino Unido continuaría flameando al lado de la nueva bandera sudafricana sobre los edificios oficiales. Así, Sudáfrica era el único país en el mundo que tenía dos banderas nacionales. Este estado de dualidad continuó hasta 1957, cuando la bandera del Reino Unido perdió su estatus oficial por una ley del parlamento: la Enseña Roja había perdido su estatus de bandera de comercio sudafricano en 1951.
A raíz de un plebiscito, el país se convirtió en república el 31 de mayo de 1961, pero el diseño de la bandera permaneció intacto. Sin embargo, había una intensa presión para que la bandera cambiase, particularmente de los afrikáneres, quienes se quejaban de que la bandera del Reino Unido fuera parte de su bandera.
El anterior primer ministro y arquitecto del apartheid, Hendrik Frensch Verwoerd, había soñado izar una bandera "limpia" sobre Sudáfrica en la década de 1960. El diseño propuesto constaba de tres bandas verticales de los mismos colores que la Prinsevlag con un antílope saltando sobre una corona de flores de Protea en el centro. H.C. Blatt, entonces asistente en la oficina del primer ministro, había diseñado la bandera. El sucesor de Verwoerd, John Vorster, introdujo el tema de la bandera en una conferencia de prensa el 30 de marzo de 1971 y afirmó que, en vistas de los inminentes festejos por el décimo aniversario de la república, prefería mantener la cuestión en segundo plano. Esto lo dijo porque no quería que el tema de la bandera degenerara en una discusión política, como había sucedido en la década de 1920 por la bandera del Reino Unido, y prefería que la cuestión fuera debatida cuando las circunstancias fueran más «normales». Él dijo también: «yo sólo quiero advertir y expresar mi deseo de que ninguna persona arrastre este tema al ámbito político porque la bandera debe, en todo tiempo, ser izada sobre las diferencias políticas en Sudáfrica».
La Prinsenvlag estuvo muy ligada a políticas impuestas por el apartheid, por lo que, hoy en día, la bandera utilizada desde 1928 hasta 1994 resulta ofensiva para muchas personas.

### Diseño actual

Bandera de la colonia de Natal (1843-1910)
Bandera de la colonia del Cabo (1806-1910)
(1900-1910) Bandera de la colonia del Río Orange
Bandera de la colonia de Transvaal (1902-1910)
Bandera de la Unión Sudafricana (1910-1912)
Bandera de la Unión Sudafricana (1912-1928; entre 1912-1951 como pabellón nacional)
Bandera de la Unión Sudafricana (1928-1961)
Bandera de la Unión Sudafricana (1961-1994) y posteriormente de la actual República de Sudáfrica (1982-1994)
Bandera de Sudáfrica (1994-actualidad)

El actual diseño de bandera nacional sudafricana flameó por primera vez el 27 de abril de 1994, el mismo día de las primeras elecciones nacionales que se dieron en Sudáfrica en décadas. Sin embargo, la bandera inicialmente fue designada solo como bandera interina y fue elegida en el último minuto de manera que apenas llegó a estar en los mástiles del país a tiempo para las elecciones.
La elección de la nueva bandera fue parte del proceso de negociación llevado adelante cuando Nelson Mandela fue liberado de prisión en 1990. Cuando se inició un concurso público nacional, la Comisión Nacional de Símbolos recibió más de 7000 diseños. Se eligieron seis de ellos y fueron presentados al público y al Consejo de negociación, pero ninguno gozó de un apoyo entusiasta. Varios estudios de diseño fueron contratados para sumar más propuestas, pero no tuvieron éxito. El Parlamento se tomó un receso a fines de 1993 sin un candidato firme para la nueva bandera nacional.
En febrero de 1994 se encargó a Cyril Ramaphosa y a Roelf Meyer, principales negociadores del Congreso Nacional Africano y del Partido Nacional, respectivamente, la tarea de resolver el problema de la bandera. Un diseño final fue adoptado el 15 de marzo de 1994, derivado de una propuesta realizada por Frederick G. Brownell, quien también había diseñado la bandera nacional de Namibia. La nueva bandera nacional fue proclamada solo siete días después, el 20 de abril de 1994, generando una ráfaga frenética de trabajo para los fabricantes de banderas. Como estaba indicado en la constitución interina sudafricana post-apartheid, la bandera entraría en un período interino de prueba por 5 años, luego del cual se decidiría si cambiar o no la bandera nacional en el borrador final de la constitución. Sin embargo, la bandera fue muy bien recibida y fue incluida en el borrador final sin mucho debate.

### Banderas olímpicas

Bandera olímpica utilizada por Sudáfrica en Barcelona 1992, después de su readmisión en los Juegos Olímpicos.
Bandera paralímpica utilizada por Sudáfrica en Barcelona, después de su readmisión en los Juegos Paralímpicos.
Bandera olímpica de invierno utilizada por Sudáfrica en Lillehammer 1994, después de su readmisión en los Juegos Olímpicos de invierno.

## Despliegue correcto de la bandera

### Respeto hacia la bandera

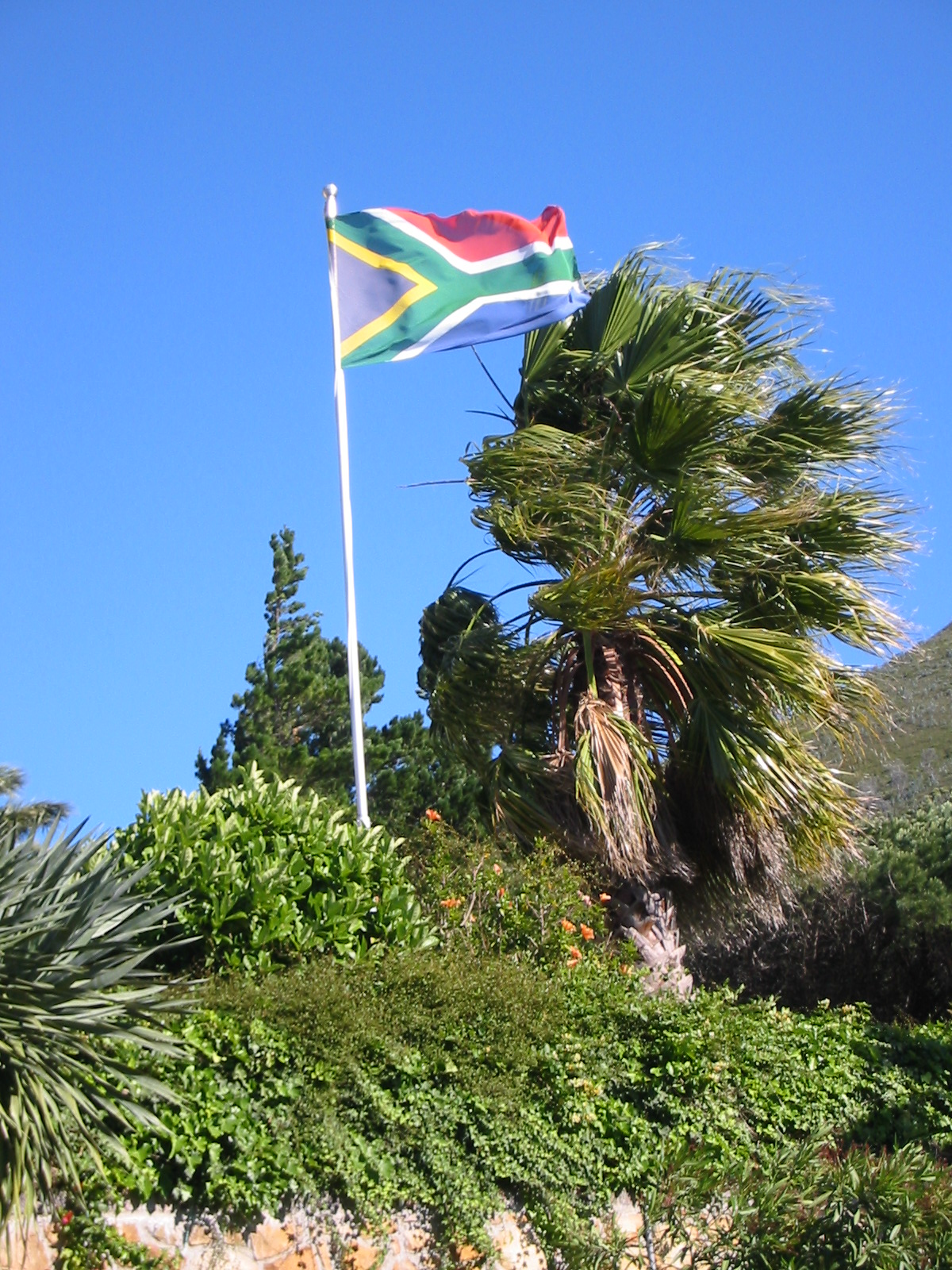
La bandera de Sudáfrica ondeando en Ciudad del Cabo.

La ley sudafricana establece que la bandera debe ser tratada con "dignidad y respeto" en todo momento. El Reglamento Respecto al Despliegue de la Bandera Nacional, publicado justo antes de que la bandera fuera adoptada oficialmente en 1994, señala las reglas para el despliegue de la bandera. Establecen que la bandera jamás debe tocar el suelo o piso, ni ser usada como mantel o como cubierta para alguna plataforma. No puede emplearse para cubrir alguna estatua, placa, etc. en ninguna ceremonia, ni empezar o finalizar cualquier tipo de competición, carrera u otro evento. No puede ser manufacturada o utilizada como ropa interior, tapetes o cubiertas para baño o cualquier aplicación similar. No puede usarse para ningún tipo de publicidad comercial en el que se distorsione o no.

### Reglas tradicionales de manipulación de la bandera
Hay varias reglas tradicionales de respeto que deben ser observadas cuando se manipula la bandera. Tradiciones observadas oficialmente estipulan que la bandera siempre debe ser izada al comienzo de la jornada laboral y arriada antes o durante el ocaso. No debe permanecer izada durante la noche a no ser que esté correctamente iluminada. 
La bandera también debería ser izada enérgicamente y arriada ceremoniosamente. Además, siempre que una persona se halle presente en una ceremonia oficial de izar o arriar la bandera, debe pararse respetuosamente y prestar atención durante la duración del acto, con la mano derecha ubicada sobre el corazón a fin de rendir homenaje. Si el ciudadano lleva puesto un sombrero, es preciso que se lo quite. Las personas uniformadas deben homenajear a la bandera de la manera recomendada por su servicio. 
La enseña nunca debe ondear o ser representada o expuesta al revés, pues esa es una señal tradicional de socorro. Cuando la bandera es exhibida horizontalmente, el triángulo negro debe estar a la izquierda y la banda roja en la esquina superior derecha. Se encuentra establecido que cuando la bandera es colgada de manera vertical, no debe ser simplemente rotada 90 grados, sino también invertida. Dado que las banderas son leídas como las páginas de un libro, de arriba abajo y de izquierda a derecha, hecha la rotación el resultado debe ser el mismo. En el caso de la bandera de Sudáfrica, el triángulo negro debe quedar en la parte superior, y la banda roja a la izquierda. 
También se considera ofensivo el exponer un estandarte deshilachado o sucio. La misma regla se aplica a la cuerda y el asta que sostienen la bandera, por lo que se considera conveniente que sean mantenidas en las correctas condiciones. 
La enseña nunca debe ser destruida con eslóganes o cualquier tipo de escritura o diseño ubicado en la misma.

### Correcta exhibición de la bandera
Las reglas referidas a los métodos correctos de exposición de la bandera establecen que cuando dos enseñas están completamente extendidas de manera horizontal en una pared detrás de un podio, ambas deben estar con sendas bandas rojas en la parte superior, y en el caso de que la bandera se encuentre en un asta corta, ésta debería ser montada en ángulo sobre la pared, de modo que la bandera caiga elegantemente. Si dos banderas son exhibidas en forma de cruz por las astas, la altura vertical de cada una debe ser perpendicular, y cada bandera deberá estar completamente extendida.
El estandarte no deberá ser usado como mantel de mesa, para cubrir atriles y podios.

### Exposición de la bandera junto con estandartes de otros países
Cuando la bandera nacional es expuesta en el exterior en compañía de banderas nacionales de otros países, hay varias normas que rigen el modo en que la bandera es colocada. La regla principal es que la bandera nacional del país debe ocupar la posición de honor. Esto significa que la bandera debe ocupar el lugar más apartado a la derecha (es decir, la izquierda del observador) entre todas las banderas que están siendo expuestas. Las enseñas de otros países deben ser ordenadas alfabéticamente, y todas tienen que tener el mismo tamaño, lo cual implica que ninguna debe ser mayor que la bandera sudafricana. Los estandartes de cada estado deben estar en postes separados, con ninguna bandera nacional ondeando en un mismo poste. La bandera sudafricana siempre debe ser izada primera y arriada última. Si es mostrada en astas cruzadas, el poste de la enseña sudafricana debe estar al frente, y la bandera a la derecha (es decir, ubicada a la izquierda del observador) de la otra enseña.

### Exhibición de la bandera con estandartes que no sean nacionales
Cuando la bandera se expone junto con otras banderas que no sean nacionales – tales como estandartes corporativos y pancartas publicitarias –, las reglas establecen que en el caso de que las banderas se encuentren en astas separadas, la enseña de Sudáfrica debe situarse, ora en el centro del grupo, ora en el lugar más apartado a la derecha (o sea, la izquierda del observador). También puede ubicarse más arriba que las otras banderas del grupo, o con su asta en frente de los mástiles de los otros estandartes. En el caso de que todas las banderas se hallen en un mismo asta, la bandera de Sudáfrica debe encontrarse sobre los estandartes. Si la bandera es portada en una procesión junto a otras enseñas, debe ir a la cabeza de la comitiva; si es cargada con una sucesión de banderas organizadas en columnas, debe ser portada a la derecha del desfile.

### Presentación de la bandera en interiores
Siempre que la bandera se exponga en los interiores de vestíbulos durante encuentros públicos o reuniones de cualquier tipo, debe ubicarse a la derecha, debido a que esta es la posición de autoridad. De modo que cuando la bandera es exhibida junto al orador en una galería o cualquier recinto donde se realice una reunión, debe estar situada a la derecha del conferenciante; cuando es expuesta en otro lugar del vestíbulo, debe encontrarse a la derecha de la audiencia. 
La bandera de Sudáfrica debe mostrarse en toda su extensión con la banda roja en la parte superior. Si se cuelga verticalmente a la pared, detrás del podio, la franja roja debe quedar a la izquierda de los espectadores que se hallen enfrente de la enseña, con la cuerda usada para izar la bandera en el extremo superior de la misma.

### Desfiles y ceremonias
Cuando la bandera nacional es cargada en una procesión o desfile junto a otros estandartes, debe encontrarse a la derecha de la marcha o sola en el centro de la procesión y frente a las otras banderas. La enseña puede formar parte de manera distintiva en la revelación de una estatua, monumento o placa, pero nunca debe ser usada para cubrir el objeto. Como una muestra de respeto a la bandera, ésta nunca debe ser inclinada ante una persona o cosa. En cambio, los estandartes organizacionales o institucionales deben inclinarse ante la enseña.
Durante una ceremonia en la que la bandera se ice o arríe, todas las personas presentes, a excepción de aquellas que porten uniformes, deben enfrentar a la bandera mientras permanecen en posición de pie, asistiendo a la ceremonia con la mano derecha sobre el corazón. Los espectadores deben quitarse los sombreros y sostenerlos con la mano derecha en el hombro izquierdo, mientras la mano permanece sobre el corazón. Los uniformados que se encuentren presentes deben saludar rindiendo homenaje, regla que es también aplicada en los casos en que se escuche la reproducción del himno nacional.

### Media asta
La bandera debe ondear a media asta en señal de duelo solo por indicación del presidente, quien fijará también la fecha de finalización del período de luto. Cuando se ha dado esta indicación, la enseña debe ser izada hasta el tope del mástil y luego bajada lentamente a media asta. Antes de ser arriada durante la puesta de sol o en el momento que se considere apropiado, la bandera primero debe ser izada hasta el tope del mástil y luego arriada. Solamente la bandera de Sudáfrica puede ondear a media asta; los otros estandartes permanecen en su altura normal.